# Tmesibasis lacerata
Tmesibasis lacerata är en insektsart som först beskrevs av Hagen 1853.  Tmesibasis lacerata ingår i släktet Tmesibasis och familjen fjärilsländor. Inga underarter finns listade i Catalogue of Life.